# Wawrzyniec Mieczkowski
Wawrzyniec Mieczkowski herbu Bończa (ur. około 1580, zm. ok. 1640) – poborca łomżyński w 1623 r., poborca podatków ziemi łomżyńskiej w 1624 r., poborca podatków i poborca czopowego na obronę Ukrainy w 1624 r. Występuje w aktach sejmikowych w I poł. XVII w. Właściciel dóbr ziemskich.
Zapewne krewny Jana Mieczkowskiego, vice-notariusza ziemskiego i grodzkiego łomżyńskiego.
Ojciec Stanisława Mieczkowskiego księdza, jezuity, Łukasza Mieczkowskiego, marszałka szlachty, sędziego ziemskiego, posła na sejm.